# Александр Мацей Оссолінський
Александр Мацей Оссолінський (пол. Aleksander Maciej Ossoliński; 1725 — 21 січня 1804) — державний і військовий діяч Речі Посполитої.

## Життєпис
Походив з польського магнатського роду Оссолінських гербу Топор, старшої гілки. Другий син Яна Станіслава Оссолінського, каштеляна гостинського, та Людвіки Залуської. Народився 1725 року. У 1739 році був відправлений батьками в Люневіль до стрийка герцога Францішека Максиміліана. Тут став улюбленцем Франтішека Максиміліана, який ласкаво називав його шер Олесь. Здобув освіту під орудою священника Антонія Лабішевського.
1741 року отримав посаду стопницького хорунжого. У січні 1742 року супроводжував стрийка до Франкфурту-на-Майні, де той представляв Лотарингію на виборах імператора Священної Римської імперії. Влітку перебрався до Парижу. Наприкінці року повернувся на батьківщину. Тут увійшов мешкав у батьківських маєтках, брав участь у роботі сеймиків Підляського воєводства. Схилявся до «патріотичної партії» Потоцьких. 1744 року обирається від Бельської земля Підляського воєводства на сейм, що проходив в Гродно. 1746 року обирається на сейм у Варшаві. Отримав староство братковіцьке.
1757 року отримав у володіння дорогочинське староство. 1758 року обирається від Дорогочинської землі Підляського воєводства послом (депутатом) на сейм. 1759 року його стриєчний брат Юзеф Кантій на прохання свого батька Францішека Максиміліана передав Александру Мацею маєток Рудка з околицями. 1763 року тут реконструював старий палац Оссолінських (зведений 1718 року), що став його резиденцією. Того ж року делеговано до Люблінського трибуналу. Також обирається на конвакційний сейм, що зібрався після смерті короля Августа III.
У 1764 став членом конфедерації Чарторийских і був обраний послом на конвокаційний сейм від Дорогочинської землі. Того ж року після обрання Станіслава Августа Понятовського отримав від нього кілька посад у Підляшші, де брав участь у земських сеймиках. У 1766 був обраний послом від Дорогочинської землі на так званий сейм Чапліці. Тут підтримав короля проти Фамілії. Натомість отримав староства сулеювське і мщонувське, а потім соколовське. 1768 року відмовився вступити до Барської конфедерації, але зберігав з її членами гарні відносини.
1770 року після смерті батька успадкував маєтки Мокободи та Вишкув. 1773 року отримав від сейму емфітевзис на Дорогочинське староство з війствами. 1774 року отримав право на запровадження в маєтку Мокободи щорічного ярмарку. 5 грудня 1775 року отримав посаду мечника великого литовського, а 22 грудня того ж року став кавалером Ордену Святого Станіслава та. 8 жовтня 1777 року був нагороджений орденом Білого Орла.
1788 році завершив будівництво парафіяльного костелу у Вишкуві, заснованого його батьком. Після 1789 року відійшов від політичних справ. Помер 1804 року в Рудці, похований у костелі Вишкова.

## Родина
1. Дружина (з 1752 року) — Кунегунда Дембовська (померла під час пологів)
- дитина померла при пологах

2. Дружина (з 1757 року)— Бенедикта Антоніна де Левендаль, донька Ульріха Фредеріка Вальдемара де Левендаля, маршала Франція
Діти:
- Анна (1759—1843), дружина: 1) Юзеф Салезій Оссолінський, воєвода підляський; 2) Казимир Красинський, обозний великий коронний
- Ян Онуфрій (1760—1812), староста дорогочинський
- Юзеф Каєтан (1764—1834), каштелян підляський, сенатора-каштеляна Царства Польського